# Eubulosz (szkeptikus filozófus)
Eubulosz (Εὔβουλος, i. e. 2. század) görög filozófus. Alexandriából származott és a szkeptikus filozófia követője. Tanítványa volt a kürénéi Ptolemaiosz. Diogenész Laertiosz A filozófiában jeleskedők élete és nézetei című munkájának Phleiuszi Timónról szóló fejezetében (IX. 12.) tett említést róla mint egy bizonyos Euphranor tanítványáról és Ptolemaiosz tanáráról.